# Pangram
Et pangram (fra græsk πᾶν γράμμα pan gramma, ”hvert bogstav”) er en sætning der indeholder alle alfabetets bogstaver. Pangrammer bruges blandt andet til at eksemplificere skrifttyper og teste teknisk udstyr. De fleste pangrammer er dog lavet for sjov, som en slags sprogleg.
Noget af udfordringen når man laver et pangram, er at gøre det så kort som muligt. I det perfekte (også kaldet ægte) pangram optræder hvert bogstav kun én gang. (Sædvanligvis skelner man ikke mellem store og små bogstaver.) På mange sprog er det umuligt at lave et perfekt pangram uden at ty til forkortelser eller obskure fremmedord.
Pangrammets ”modsætning” er lipogrammet, hvor det gælder om at undgå et eller flere bogstaver.

## Pangrammer på dansk

### Perfekt pangram
- Høj bly gom vandt fræk sexquiz på wc. (29 bogstaver.)

Udfærdiget af Kenneth Rosenkilde – Ikast. Optaget i Guinness rekordbog år 2000.

### Andre pangrammer
- Quizdeltagerne spiste jordbær med fløde, mens cirkusklovnen Walther spillede på xylofon. (76 bogstaver.)

### Selv-refererende pangram
Et selv-referende pangram er en sætning, som ud over at indeholde alle alfabetets bogstaver også beskriver indholdet af samme sætning, for eksempel:
- Dette pangram på den danske Wikipedia rummer seks a'er, et b, et c, syv d'er, fireoghalvtreds e'er, otte f'er, seks g'er, to h'er, otte i'er, tre j'er, syv k'er, to l'er, seks m'er, seks n'er, fjorten o'er, fire p'er, et q, fireogtredive r'er, fjorten s'er, femogtyve t'er, to u'er, syv v'er, to w'er, et x, fem y'er, et z, et æ, et ø og to å'er.

## Kendte pangrammer fra computerverdenen
- The quick brown fox jumps over the lazy dog. (Engelsk, 35 bogstaver: ”Den hurtige brune ræv springer over den dovne hund.”) – Brugt af adskillige computerprogrammer, såsom de engelske udgaver af Windows
- Jackdaws love my big Sphinx of Quartz (Engelsk, 31 bogstaver: ”Alliker elsker min store kvartssfinks.”) – Også i brug af Windows.
- Portez ce vieux whisky au juge blond qui fume. (Fransk, 37 bogstaver: ”Bring denne gamle whisky til den blonde dommer som ryger.”)
- Stróż pchnął kość w quiz gędźb vel fax myjń. (Polsk, 35 bogstaver: ”Vogteriet skubbede benet i musikerens quiz, også kaldet faxvask.”)

- Wikimedia Commons har flere filer relateret til Pangram